# تیفون لکیما

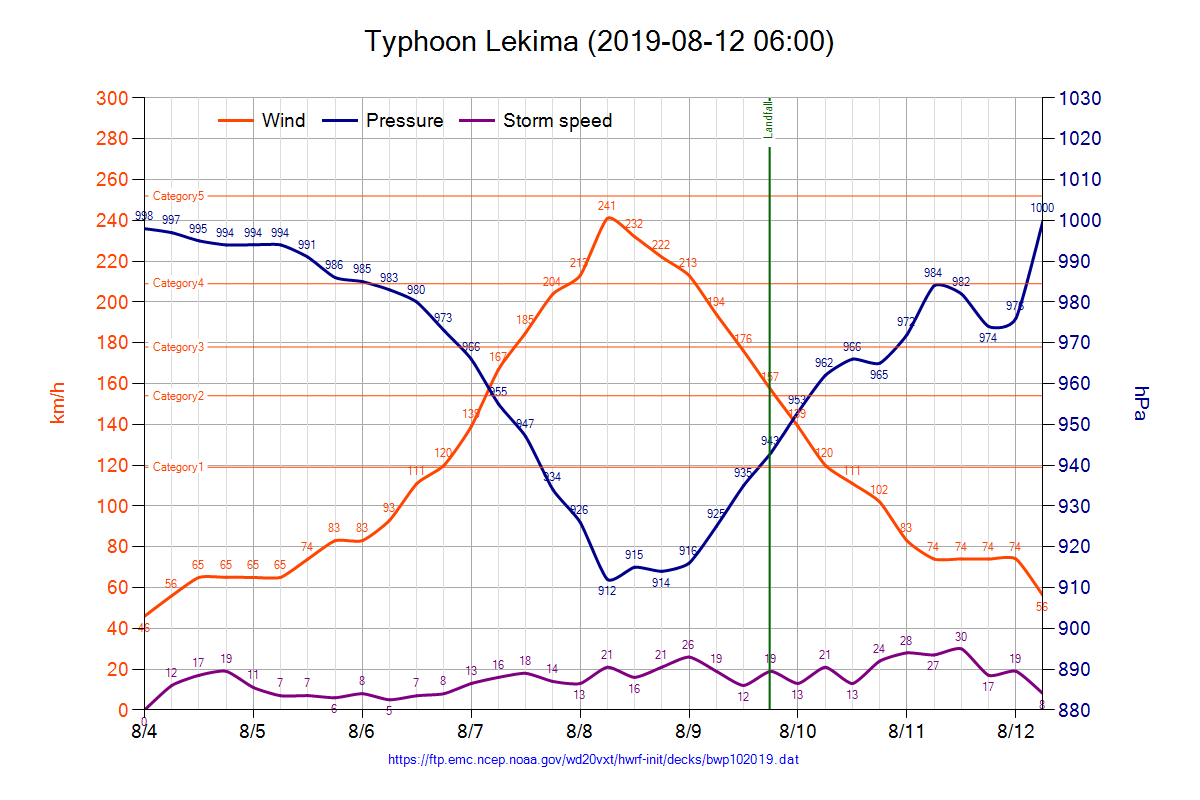

تیفون لکیما (انگلیسی: Typhoon Lekima) تیفونی است که از ۲ اوت جزایر ریوکیو، تایوان و چین شرقی را درنوردیده است. این توفند دومین توفند پرهزینه ثبت شده در تاریخ چین است. این توفند از ۹ اوت در چجیانگ و از ۱۱ اوت در شاندونگ سبب بارش سیل آسا شده‌است. این توفند دست کم ۸۹ کشته و ۷٫۴ میلیارد دلار خسارت در چین به بار آورده‌است.